# Samoa Americana nos Jogos Olímpicos de Verão de 1988
A Samoa Americana participou dos Jogos Olímpicos de Verão de 1988 em Seul, na Coreia do Sul. Foi a primeira participação do país em Jogos Olímpicos.